# Evropska svobodna zveza
Evropska svobodna zveza ( ESZ ) je evropska politična stranka, ki jo sestavljajo različne regionalne   politične stranke v Evropi.  Stranke članice se zavzemajo za polno politično neodvisnost in suverenost ali za obliko avtonomije za svojo državo ali regijo.   ESZ je na splošno omejila članstvo na napredne stranke;  zato je včlanjen le del evropskih regionalnih strank. 

## Polnopravne članice
| Država           | Stranka                                        | Regija / Interesna skupina                              | Poslancev parlamenta | Evroposlanci |
| ---------------- | ---------------------------------------------- | ------------------------------------------------------- | -------------------- | ------------ |
| Albanija         | Macedonian Alliance for European Integration   | Etnični Makedonci                                       | -                    | Ni v EU      |
| Azerbajdžan      | Demokratska stranka Gorskega Karbaha           | Gorski Karabah / Etnični Armenci                        | –                    | Ni v EU      |
| Avstrija         | Enotna lista                                   | Koroška (zvezna dežela) / Koroški Slovenci              | –                    | –            |
| Belgija          | Nova Flamska zveza                             | Flandrija                                               | 25 / 150             | 3 / 21       |
| Bolgarija        | Združena makedonska organizacija Ilinden–Pirin | Pirin / Etnični Makedonci                               | –                    | –            |
| Češka            | Moravian Land Movement                         | Moravija                                                | –                    | –            |
| Danska           | Schleswiška stranka                            | Schleswig / Etnični Nemci                               | –                    | –            |
| Finska           | Prihodnost Ålanda                              | Åland                                                   | –                    | –            |
| Francija         | Bretonska demokratska zveza                    | Bretanija                                               | –                    | –            |
| Francija         | Katalonska enotnost                            | Severna Katalonija                                      | –                    | –            |
| Francija         | Let's Make Corsica                             | Korzika                                                 | 2 / 577              | –            |
| Francija         | Occitan Party                                  | Predloga:Podatki države Occitania                       | –                    | –            |
| Francija         | Our Land                                       | Alzacija                                                | –                    | –            |
| Francija         | Party of the Corsican Nation                   | Korzika                                                 | 1 / 577              | –            |
| Francija         | Savoy Region Movement                          | Savoy                                                   | –                    | –            |
| Nemčija          | Bavarska stranka                               | Bavarska                                                | –                    | –            |
| Nemčija          | Združenje volivcev spodnjega Schleswiga        | Schleswig-Holstein / Etnični Danci / Frizijci           | 1 / 736              | –            |
| Grčija           | Party of Friendship, Equality and Peace        | Western Thrace / Etnični Turki                          | –                    | –            |
| Italija          | Free Sicilians                                 | Sicilija                                                | –                    | –            |
| Italija          | Now Tuscany                                    | Predloga:Podatki države Tuscany                         | –                    | –            |
| Italija          | Pact for Autonomy                              | Friuli-Venezia Giulia                                   | –                    | –            |
| Italija          | Valdostan Union                                | Aosta Valley                                            | 1 / 600              | –            |
| Italija          | United Romagna                                 | Romagna                                                 | –                    | –            |
| Nizozemska       | Frizijska nacionalna stranka                   | Frizijci / Predloga:Podatki države Friesland            | –                    | –            |
| Romunija         | Hungarian Alliance of Transylvania             | Predloga:Podatki države Transilvanija / Etnični Madžari | 1 / 330              | –            |
| Srbija           | League of Social Democrats of Vojvodina        | Vojvodina / Etnične manjšine (e.g. Madžari)             | –                    | Ni v EU      |
| Slovenija        | Stranka Slovenske Istre - Oljka                | Slovenska Istra                                         | –                    | –            |
| Španija          | Andalucía por Sí                               | Andaluzija                                              | –                    | –            |
| Španija          | Estado Aragonés                                | Aragonija                                               | –                    | –            |
| Španija          | Chunta Aragonesista                            | Aragonija                                               | 1 / 350              | –            |
| Španija          | Eusko Alkartasuna                              | Basque Country                                          | –                    | –            |
| Španija          | Nacionalni blok Galicije                       | Galicija                                                | 1 / 350              | 1 / 61       |
| Španija          | More–Commitment                                | Valencian Country                                       | 1 / 350              | 1 / 61       |
| Španija          | More for Menorca                               | Predloga:Podatki države Menorca                         | –                    | –            |
| Španija          | New Canaries                                   | Kanarski otoki                                          | –                    | –            |
| Španija          | Republican Left of Catalonia                   | Katalonija / Catalan Countries                          | 7 / 350              | 1 / 61       |
| Španija          | Socialist Party of Majorca                     | Balearski otoki                                         | –                    | –            |
| Velika Britanija | Mebyon Kernow                                  | Predloga:Podatki države Cornwall                        | –                    | Ni v EU      |
| Velika Britanija | Plaid Cymru                                    | Wales                                                   | 4 / 32               | Ni v EU      |
| Velika Britanija | Scottish National Party                        | Škotska                                                 | 9 / 57               | Ni v EU      |
| Velika Britanija | Yorkshire Party                                | Predloga:Podatki države Yorkshire                       | –                    | Ni v EU      |

## Zastopanost v institucijah Evropske unije
| Organizacija                 | Institucija                                       | Zastopanost   |
| ---------------------------- | ------------------------------------------------- | ------------- |
| Evropska unija               | Evropski parlament                                | 8 / 720 (1%)  |
| Evropska unija               | Evropska komisija                                 | 0 / 27 (0%)   |
| Evropska unija               | Evropski svet (Heads of Government)               | 1 / 27 (4%)   |
| Evropska unija               | Svet Evropske unije (Participation in Government) |               |
| Evropska unija               | Evropski odbor regij                              | 17 / 329 (5%) |
| Svet Evrope (kot del EPP/CD) | Parlamentarna skupščina                           |               |